# Fred Wakefield
Fred Wakefield (Tuscola, 17 settembre 1978) è un ex giocatore di football americano statunitense.

## Nella NFL
Al draft del 2001 non è stato selezionato da nessuna squadra, ma è poi stato ingaggiato dagli Arizona Cardinals.
Al debutto come rookie stagione 2001 ha giocato 16 partite di cui 12 da titolare.
Nel 2º anno, stagione 2002, ha giocato 16 partite di cui 14 da titolare.
Nel 3º anno, stagione 2003, ha giocato 10 partite di cui 5 da titolare.
Nel 4º anno, stagione 2004, non è mai sceso in campo.
Nel 5º anno, stagione 2005, ha giocato 15 partite di cui 9 da titolare.
Nel 6º anno, stagione 2006, ha giocato 16 partite di cui 9 da titolare.
Nel 7º anno, stagione 2007, è passato agli Oakland Raiders e ha fatto parte della squadra di pratica.
Nell'8º anno, stagione 2008, è stato la terza guard di destra e il secondo defensive tackle di sinistra della squadra. Ha giocato 7 partite con un tackle. Il 9 novembre è stato messo sulla lista infortunati. Il 19 novembre ha chiuso il contratto.